# National Basketball Association 1961-1962
La stagione della National Basketball Association 1961-1962 fu la 16ª edizione del campionato NBA. La stagione si concluse con la vittoria dei Boston Celtics, che sconfissero i Los Angeles Lakers per 4-3 nelle finali NBA.

## Squadre partecipanti
- Boston Celtics
- Chicago Packers
- Cincinnati Royals
- Detroit Pistons
- L.A. Lakers

- N.Y. Knicks
- Philad. Warriors
- St. Louis Hawks
- Syracuse Nationals

## Classifica finale

### Eastern Division
| Squadra               | V  | P  | %    | GB |
| --------------------- | -- | -- | ---- | -- |
| Boston Celtics C      | 60 | 20 | 75,0 | -  |
| Philadelphia Warriors | 49 | 31 | 61,3 | 11 |
| Syracuse Nationals    | 41 | 39 | 51,3 | 19 |
| New York Knicks       | 29 | 51 | 36,3 | 31 |

### Western Division
| Squadra            | V  | P  | %    | GB |
| ------------------ | -- | -- | ---- | -- |
| Los Angeles Lakers | 54 | 26 | 67,5 | -  |
| Cincinnati Royals  | 43 | 37 | 53,8 | 11 |
| Detroit Pistons    | 37 | 43 | 46,3 | 17 |
| St. Louis Hawks    | 29 | 51 | 36,3 | 25 |
| Chicago Packers    | 18 | 62 | 22,5 | 36 |

## Vincitore
| Campione NBA 1961-1962     |
| -------------------------- |
| Boston Celtics (5º titolo) |

## Statistiche
| Categorira | Giocatore        | Squadra               | Stat  |
| ---------- | ---------------- | --------------------- | ----- |
| Punti      | Wilt Chamberlain | Philadelphia Warriors | 4.029 |
| Rimbalzi   | Wilt Chamberlain | Philadelphia Warriors | 2.052 |
| Assist     | Oscar Robertson  | Cincinnati Royals     | 899   |
| FG%        | Walt Bellamy     | Chicago Packers       | 51,9  |
| FT%        | Dolph Schayes    | Syracuse Nationals    | 89,9  |

## Premi NBA
- Migliore giocatore dell'anno: Bill Russell, Boston Celtics
- Migliore matricola dell'anno: Walt Bellamy, Chicago Packers
- All-NBA First Team:
  - Bob Pettit, St. Louis Hawks
  - Elgin Baylor, Los Angeles Lakers
  - Wilt Chamberlain, San Francisco Warriors
  - Jerry West, Los Angeles Lakers
  - Oscar Robertson, Cincinnati Royals
- All-NBA Second Team:
  - Tom Heinsohn, Boston Celtics
  - Jack Twyman, Cincinnati Royals
  - Bill Russell, Boston Celtics
  - Richie Guerin, New York Knicks
  - Bob Cousy, Boston Celtics